# Avdunstning

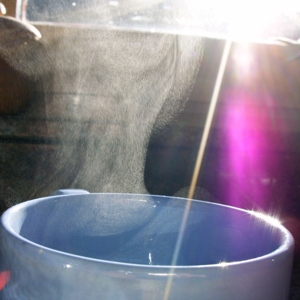
Vatten kondenserar till synliga små droppar efter avdunstning ur en tekopp.

Avdunstning (evaporation) innebär att ett ämne övergår från fast eller flytande form till gasform. Avdunstning från fast form kallas också sublimation. Avdunstning och förångning (kokning) är inte samma sak. För att ett ämne ska förångas måste energi tillföras genom uppvärmning. Avdunstning sker vid alla temperaturer, även långt under vätskans kokpunkt. Det beror på att temperaturen endast är ett genomsnitt för molekylernas energi i lösningen; enskilda molekyler kan ha högre respektive lägre energi. De molekyler med en energi som motsvarar förångningsenergin avgår till omgivningen som gas. Samtidigt kyls resten ner som en följd av att genomsnittsenergin i den delen sjunker. På så vis fungerar avdunstning som naturens kylare, och kyler ner djur, blad eller marken. Tex vattens kretslopp 
Avdunstning är en passiv process, som sker direkt från markytan eller den fria vattenytan. 

## Historik
Det dröjde länge innan naturvetenskapen fick klart för sig vad avdunstning egentligen var, på grund av en vilseledande teori av Aristoteles. I början av 1700-talet grundlades den nutida synen på processen, i Sverige med bidrag från filosofen och fysikern Nils Wallerius. Sedan de allmänna gaslagarna blivit klarlagda i slutet av 1800-talet kan avdunstningsprocessen ses som helt förklarad.